# 田村直樹
田村 直樹（たむら なおき、1961年7月9日 ‐ ）は、日本の銀行家。
2022年7月より日本銀行政策委員会審議委員を務める。
同審議委員就任以前に、三井住友フィナンシャルグループや三井住友銀行の常務、専務、上席顧問を歴任した。

## 来歴
1961年、京都府生まれ。東大寺学園中学校・高等学校を経て、1984年３月京都大学法学部を卒業し、４月株式会社住友銀行(現三井住友銀行)に入行。2012年4月、三井住友銀行執行役員、株式会社三井住友フィナンシャルグループリスク統括部部付部長。2015年4月、三井住友銀行常務執行役員。2017年4月、三井住友フィナンシャルグループ常務執行役員。2018年4月、三井住友銀行専務執行役員、三井住友フィナンシャルグループ執行役専務。2021年4月、三井住友銀行および三井住友フィナンシャルグループ上席顧問。この間、2016年に金融庁の金融審議会 （会長：岩原紳作）「金融制度ワーキング・グループ」のメンバーも務めた。

## 日銀政策委員会審議委員
2022年7月24日、第2次岸田内閣の任命によって、旧日本興業銀行出身で岡三証券のエコノミストである高田創委員（片岡剛士審議委員後任）とともに、日本銀行政策委員会審議委員に就任した。田村委員の任命は、同じくメガバンクの三菱東京UFJ銀行（現三菱UFJ銀行）出身の鈴木人司委員の後任人事であった。任期は同日から2027年7月23日までの5年間。日銀の最高意思決定機関である政策委員会は、日銀総裁、副総裁2名、審議委員6名の全9名の委員で構成され、年８回開催される定例の金融政策決定会合では、当面の金融政策運営の方針などが決定される。田村委員は、従来から金融正常化に前向きで、市場では「タカ派」の審議委員と受け止められている。

## 発言（抄録）
- 2024年9月12日の岡山市で開いた金融経済懇談会で、経済・物価情勢が見通し通りに推移すれば、政策金利である短期金利を2026年度までの見通し期間後半にかけて「少なくとも1%程度まで引き上げておく」ことが適切だとの認識を示した。「物価の上振れリスクを抑え、物価安定目標を持続的・安定的に達成するうえで必要だ」と強調した[9][10]。
- 2025年2月6日に長野県松本市で開いた金融経済懇談会で、さまざまな不確実性はあるものの、中小企業まで含めた賃上げの実績を確認できる2025年度後半には、物価目標が「実現したと判断できる状況に至る」との見通しを示した。中立金利は「最低でも１％程度」と改めて述べ、物価目標が実現する２５年度後半には「少なくとも１％程度まで短期金利を引き上げておくことが、物価上振れリスクを抑え、物価安定の目標を持続的・安定的に達成する上で必要だ」と語った[11][12]。